# Roche Caïman

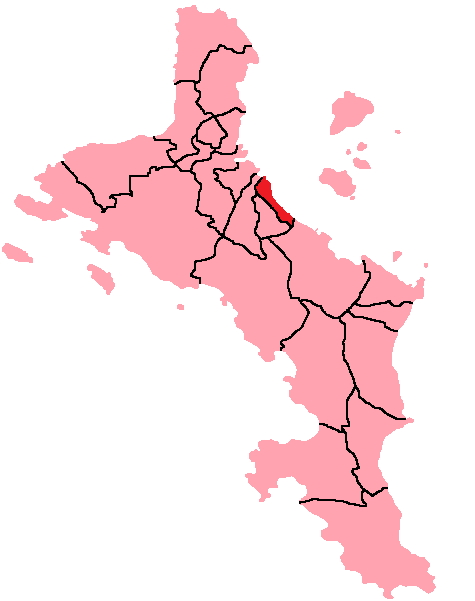
Karte des Roche Caiman District auf Mahé, Seychellen.

Roche Caïman ist ein Verwaltungs-Distrikt der Seychellen auf der Insel Mahé. Der Distrikt wurde erst 1998 mit Teilen des Distrikts Plaisance neu geschaffen, nachdem durch Landgewinnung eine neue Küstenlinie entstanden war.

## Geographie
Im Distrikt liegt das Stad Popiler, wo die Fußballnationalmannschaft die meisten Heimspiele bestreitet. Der Sport-Komplex liegt im Nordwesten des kleinen Distrikts, der sich entlang der Küste nach Südosten zieht. Südlich schließen sich die ursprünglichen Distrikte Plaisance, Les Mamelles und ganz im Südosten Cascade an. Der Providence Highway verbindet den Sportkomplex auch mit den vorgelagerten Inseln, die noch nördlich des Distrikts liegen. Der Distrikt hat den ISO 3166-2-Code SC-25.